# Robert von Hirsch

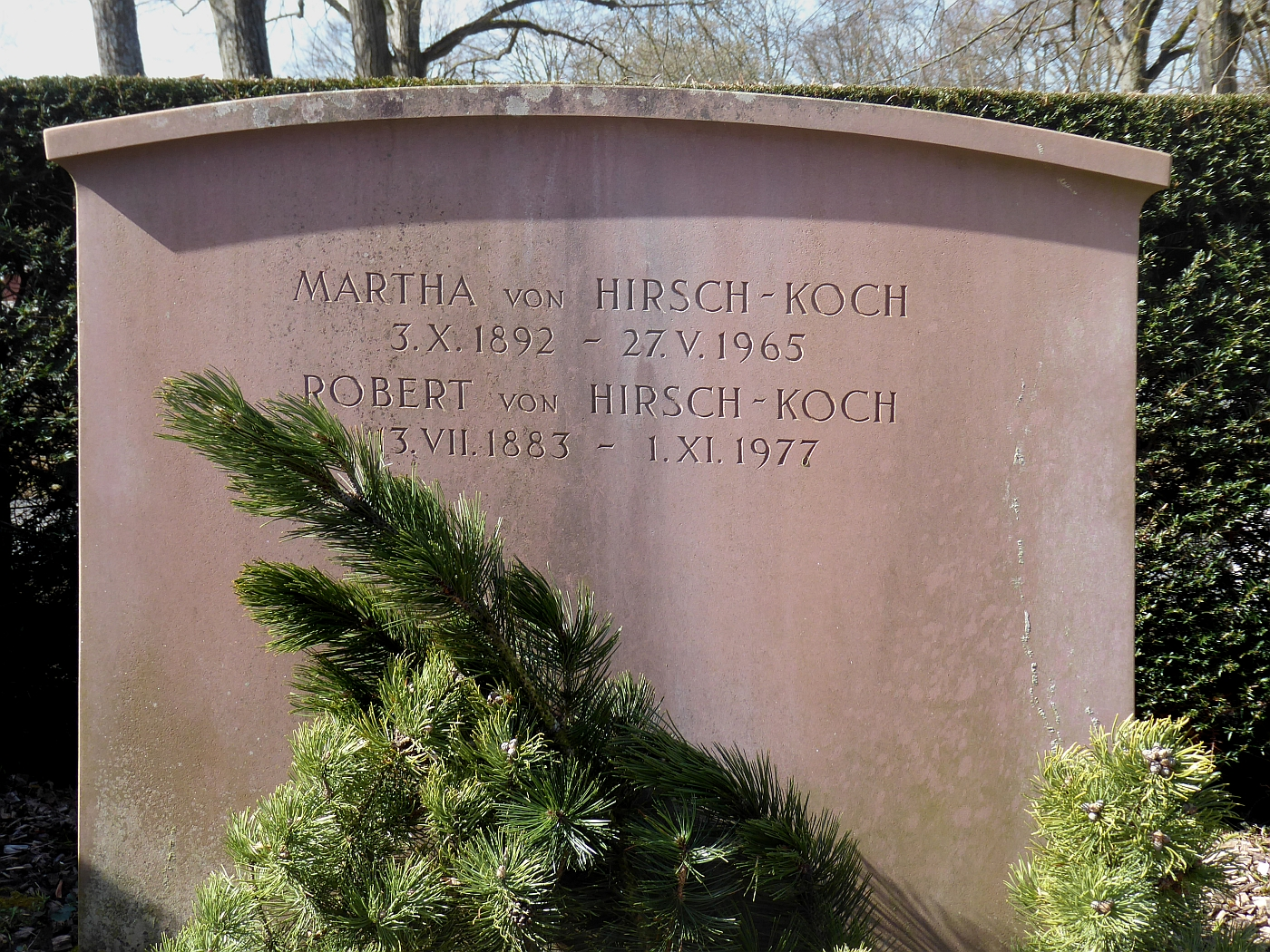
Grab auf dem Friedhof am Hörnli, Riehen, Kanton Basel-Stadt, Schweiz

Robert Max Hirsch, ab 1913 von Hirsch (geboren am 13. Juli 1883 in Frankfurt am Main, Deutschland; gestorben am 1. November 1977 in Basel, Schweiz) war ein deutsch-schweizerischer Lederfabrikant und Mäzen. Er war ein typisches Beispiel der kunstsinnigen Industriellen der 1920er und 1930er Jahre.

## Leben

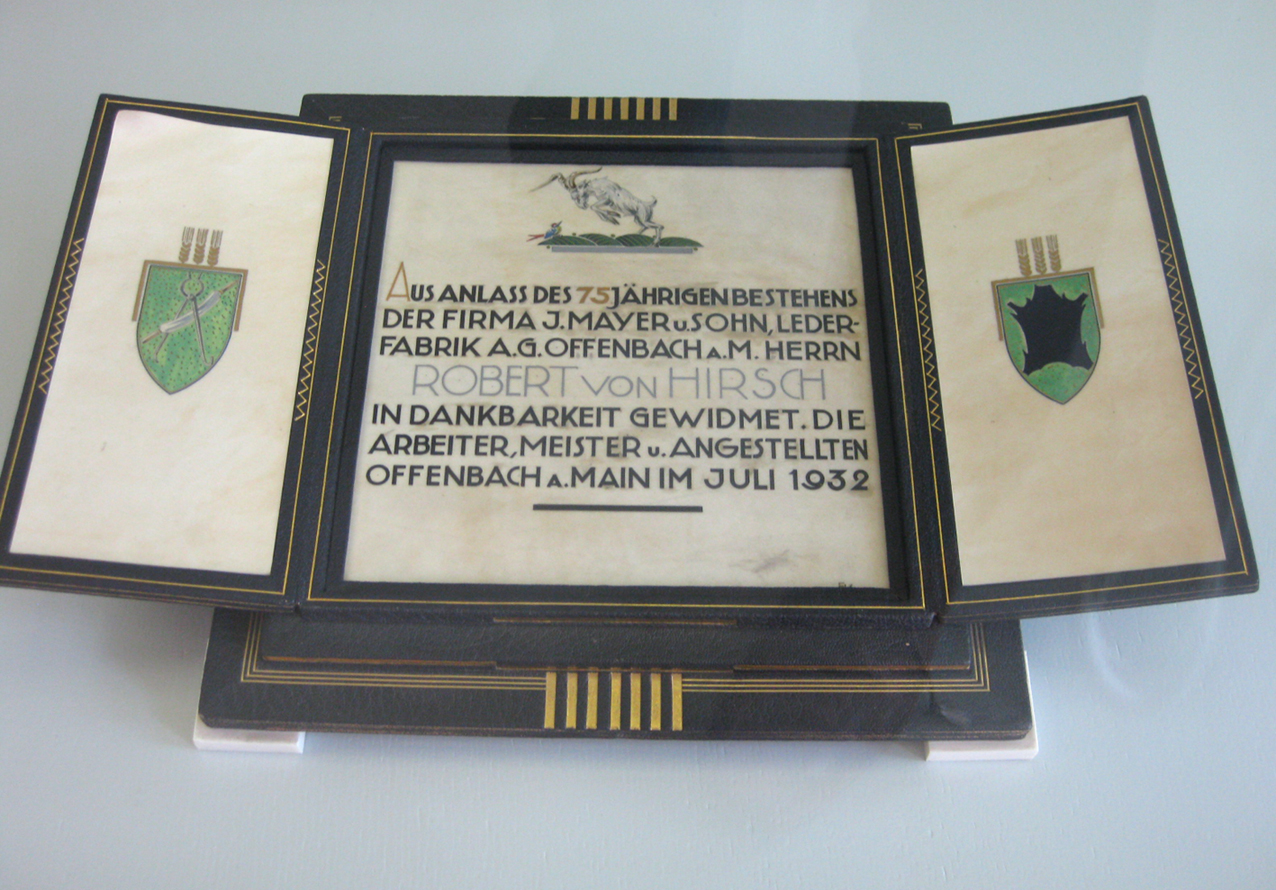
Geschenk der Angestellten der Lederwarenfirma an Robert von Hirsch

Hirsch entstammte dem assimilierten jüdischen Großbürgertum Frankfurts und war der Sohn des Ferdinand Hirsch (1843–1916), der dort im Jahr 1867 eine Eisengroßhandlung gegründet hatte, und der Anna Mayer. Er hatte zwei ältere Brüder Paul und Karl. Im Jahr 1898 trat Hirsch in die am 15. Juli 1857 in Offenbach am Main gegründete Lederfabrik Mayer & Feistmann (später J. Mayer & Sohn) in der Luisenstraße, die seinem Onkel, dem Kommerzienrat Ludo Mayer, gehörte und wurde dort 1906 zum Teilhaber. Eine Begegnung mit Großherzog Ernst Ludwig von Hessen-Darmstadt zur Einweihung eines Firmengebäudes in Offenbach führte 1913 zur Erhebung Hirschs in den großherzoglich hessischen Adelsstand, eine Ehre, die ursprünglich für Ludo Mayer gedacht war. Nach seines Onkels Tod im Jahr 1917 führte er die Firma allein fort.
Als Frankfurter diente Hirsch im Ersten Weltkrieg als königlich preußischer Leutnant der Landwehr-Kavallerie.
Hirsch bildete sich neben seiner Unternehmertätigkeit als Autodidakt zum Kunstexperten aus und begann im Alter von nur 24 Jahren (1907) eine Kunstsammlung aufzubauen, die er vor allem in den Jahren 1920 bis 1933 mit Hilfe von Städeldirektor Georg Swarzenski erheblich ausbaute. Den Schwerpunkt seiner Sammlung legte er auf die Kunst des Mittelalters und der Renaissance. Doch kaufte er auch historische Möbel, Gebrauchsgegenstände, Teppiche und Tapisserien sowie Kunstwerke des 20. Jahrhunderts. Frühzeitig wurde er zum Administrator des Frankfurter Städel ernannt und gehörte damit einem Kreis junger Kunstsammler an, die dem Museum bedeutende Kunstwerke stifteten. Die bekannteste Stiftung Hirschs war das Gemälde Blumen und Keramik (fleurs et ceramique, 1913) von Henri Matisse.
Im Jahr 1927 gab Hirsch bei dem Architekten Anton Eyssen eine Villa im Frankfurter Westend in Auftrag; das Gebäude in der Friedrichstraße 64 wurde nach 83 Jahren im Juni 2010 abgerissen. 1933 emigrierte er nach Basel in die Schweiz, wo seine Firma bereits eine Filiale betrieb. Es gelang ihm, seine Kunstsammlung mitzunehmen und im Exil sogar weiter auszubauen. Das Recht zur Ausfuhr seiner Sammlung hatte er sich zuvor mit Lucas Cranachs Meisterwerk Urteil des Paris als Geschenk an Hermann Göring erkauft. Er war auch dem Kunsthistoriker Adolph Goldschmidt im April 1939 bei dessen Flucht nach Basel behilflich.
1940 wurde Hirsch Schweizer Staatsbürger und heiratete 1945 die Bildhauerin Martha Dreyfus-Koch (1892–1965), eine Jugendbekanntschaft und Tochter des Frankfurter Juweliers Louis Koch. Das Paar wohnte in einer 1888 im Louis-XIII-Stil erbauten Villa inmitten einer großen Gartenanlage an der Engelgasse, in der sich in Petersburger Hängung auch seine Sammlung vor allem der Kunst des Mittelalters und der Renaissance befand. Bereits zu dieser Zeit schenkte er aus Dankbarkeit Basler Museen wichtige Werke seiner Sammlung. 1955 wurde er zum Ehrendoktor der Universität Basel ernannt. Hirsch war der Ansicht, dass öffentliche Museen nur kanonisierte Kunst zu sammeln hätten. Die Ankaufspolitik der Museen der Stadt Basel unter ihren Direktoren Arnold Rüdlinger und Franz Meyer, die zeitgenössische, noch nicht durchgesetzte, amerikanisch Kunst bevorzugten, führte zum Dissens und brachte den kinderlosen Hirsch von seinem Plan ab, nach seinem Tod die Sammlung vollständig der Stadt Basel zu stiften. Er verfügte testamentarisch, dass seine Sammlung aufgelöst, einige Werke an Museen gehen, der Großteil jedoch versteigert werden solle. Das geschah an acht Auktionstagen im Juni 1978 bei Sotheby’s in London. Im Frühjahr 1978 wurden die Werke noch einmal im Städel und im Kunsthaus Zürich gezeigt, das Spektrum reichte von Goldgrundgemälden über Kunstgewerbe und Möbel des Mittelalters bis zu Werken des Impressionismus. Sie brachte 18,4 Millionen Pfund (damals 78 Millionen DM) ein. Mit Hilfe der Bundesrepublik Deutschland und unter Koordination von Josef Abs erwarben zwölf deutsche Museen wertvolle Arbeiten aus der Sammlung. „Das mit 4,6 Millionen Mark teuerste Stück der Auktion, ein Emaille-Medaillon einer Personifikation „Operatio“ aus dem Remaklus-Retabel des Klosters Stablo aus der Mitte des 12. Jahrhunderts […], ging an das Kunstgewerbemuseum Berlin, eine Armilla aus dem Umkreis von Friedrich Barbarossa an das Germanische Nationalmuseum Nürnberg, das bedeutende Düreraquarell „Trintperg“ an die Kunsthalle Bremen“. Deutschen Boden betrat Hirsch nach 1933 nicht mehr.

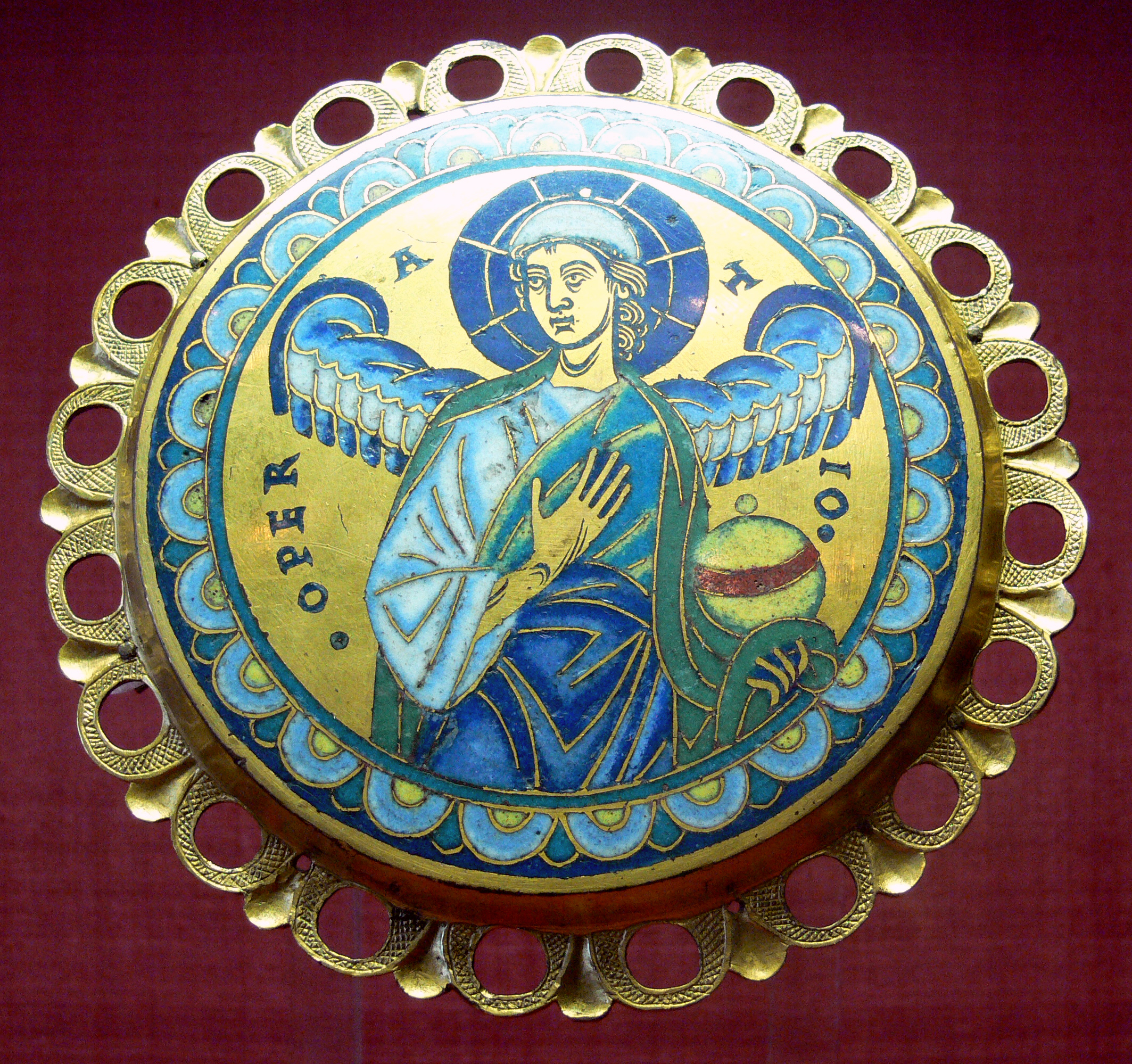
Emaille-Medaillon mit Personifikation „Operatio“
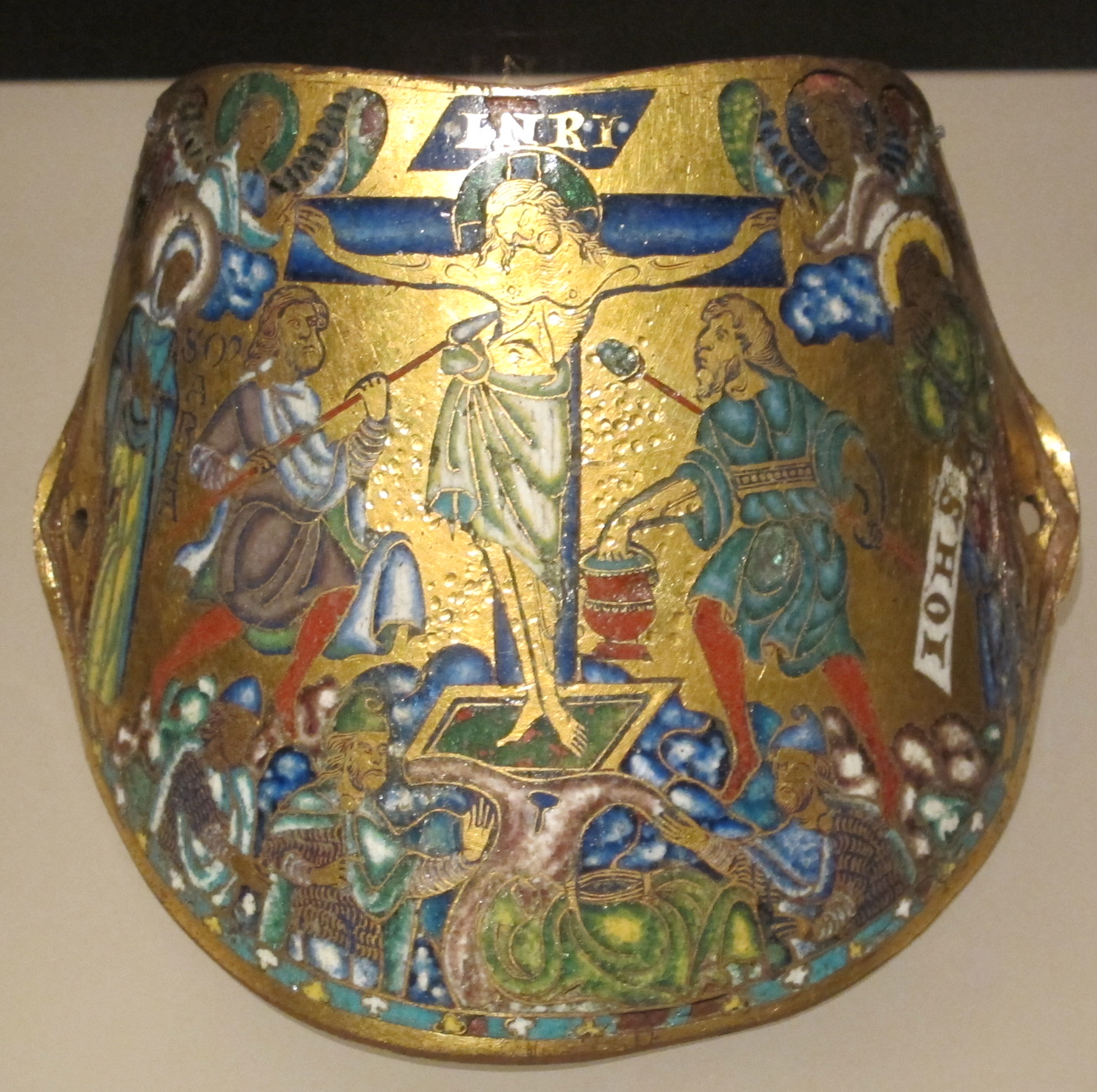
Prunkarmilla
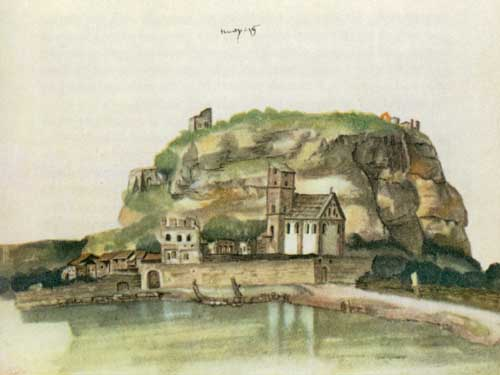
Aquarell „Trintperg“ von Albrecht Dürer

Mit Stiftungen und Spenden förderte Hirsch Wohltätigkeits- und kulturelle Einrichtungen, besonders das Deutsche Ledermuseum in Offenbach.
Sein Bruder Paul Hirsch hatte die väterliche Eisenhandlung übernommen und war ebenfalls ein bedeutender Sammler. Seine Großnichte, die Schriftstellerin Silvia Tennenbaum, stellte Robert von Hirsch in ihrem Roman „Straßen von gestern“ (1983) als die literarische Figur des Bankiers und Kunstsammlers Eduard Wertheim dar.

## Auszeichnungen
- Erhebung in den großherzoglich hessischen Adelsstand (1913).
- Ehrensenator der TH Darmstadt.
- Ehrendoktorwürde der Universität Basel (1955).

## Wappen
In von Silber und Rot gespaltenem Schilde zwei aufrechte Hirschstangen verwechselter Farbe. Auf dem Helm mit rot-silbernen Decken ein wachsender rot bewehrter silberner Hirsch.